# Le Griffon
45°36′ пн. ш. 82°39′ зх. д. / 45.6° пн. ш. 82.65° зх. д.
Le Griffon — вітрильний корабель, побудований французьким мандрівником Рене-Робером Кавельє де ла Салем в 1679 році в Північній Америці в прагненні знайти північно-західний прохід до Китаю та Японії. Перший великий вітрильний корабель, що плавав на Великих озерах з часу відкриття Америки європейцями.

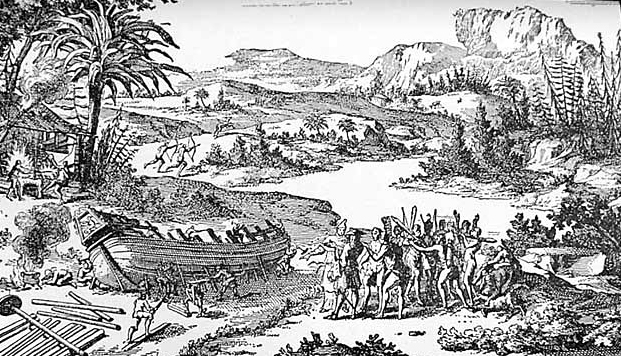
«Будівництво Грифона»

Згідно із записами Луї де Буаде де Фронтенака, губернатора Нової Франції, кілька «вітрильних кораблів» плавали озером Онтаріо приблизно з 1673 року, але це були невеликі судна, вантажопідйомністю близько 10–20 тонн, призначені для близьких подорожей. Le Griffon був розроблений, щоб мати можливість плавати набагато далі у невивчених водах. Він побудований і запущений на острові Каюга або біля нього на річці Ніагара. Точні розміри та структура корабля невідомі, але багато дослідників вважають, що це був двощогловий агрегат із квадратними вітрилами, місткістю приблизно 45 тонн, завдовжки 9–12 м та завширшки 3–5 м, озброєний сімома гарматами. Судно було найбільшим вітрильником на Великих озерах свого часу. Кавельє де ла Саль та отець Луї Геннепін вирушили у перший рейс на «Гріфоні» 7 серпня 1679 року. З екіпажем із 32 осіб вони пропливли через озеро Ері та озеро Гурон до озера Мічиган .
Корабель висадився на одному з островів біля східних берегів Мічиганського озера, де місцеві племена торгували хутром тварин з французами. Саль вийшов на берег і після успішного торгу 18 вересня відправив завантажений корабель назад у напрямку Ніагари. На зворотному шляху з острова в гирлі Ніагари корабель зник разом із шістьма членами екіпажу та всім хутром.
Вважається, що завантажений корабель затонув під час шквального вітру. Точне місце аварії невстановлене.